# Baie de Tosa
La baie de Tosa (土佐湾, Tosa-wan) est une baie située dans la préfecture de Kōchi (île de Shikoku), au Japon.